# Zoltán Lajos Bay
Zoltán Lajos Bay (né le 24 juillet 1900 à Gyula et mort le 4 octobre 1992 à Washington) est un physicien hongrois qui travailla entre autres sur les radars.

## Biographie
Zoltán Lajos Bay est né à Gyulavári (aujourd'hui quartier de Gyula, Hongrie). Il fait ses études au lycée réformé de Debrecen puis à l'université Péter Pázmány de Budapest, où il obtient son doctorat.
Après 4 ans d'études à Berlin, il travaille comme professeur de physique théorique à l'université de Szeged.
En 1936, au laboratoire de la compagnie Tungsram, il développe le premier radar hongrois et obtient, avec son équipe, plusieurs brevets dans les domaines des tubes à vides, fluorescents et décharge de hauts voltages dans des tubes à gaz.
De 1938 à 1948, il est professeur à l'université technique de Budapest où il continue son travail sur le radar. Le 6 février 1946, son équipe est la première à capter le retour d'un faisceau radar depuis la Lune en utilisant une méthode d'intégration du signal pour séparer le signal utile du bruit de fond. Cela s'est produit seulement un mois après qu'une équipe américaine eut réussi à produire un retour du même endroit.
À partir de 1948, il émigre aux États-Unis et travaille à l'université George Washington puis devient de 1955 à 1972 le chef du département de physique nucléaire du U.S. Bureau of Standards (bureau des étalons de mesure). Il reçoit de nombreux prix et médailles pour son travail en physique des gaz, surtout pour le multiplicateur d'électrons.
Il est fait membre de l'Ordre de la République hongroise lors de son 90e anniversaire.
Il décède le 4 octobre 1992 à Washington.
L'astéroïde (95954) Bayzoltán est nommé en son honneur.